# معرض تشلسي للزهور

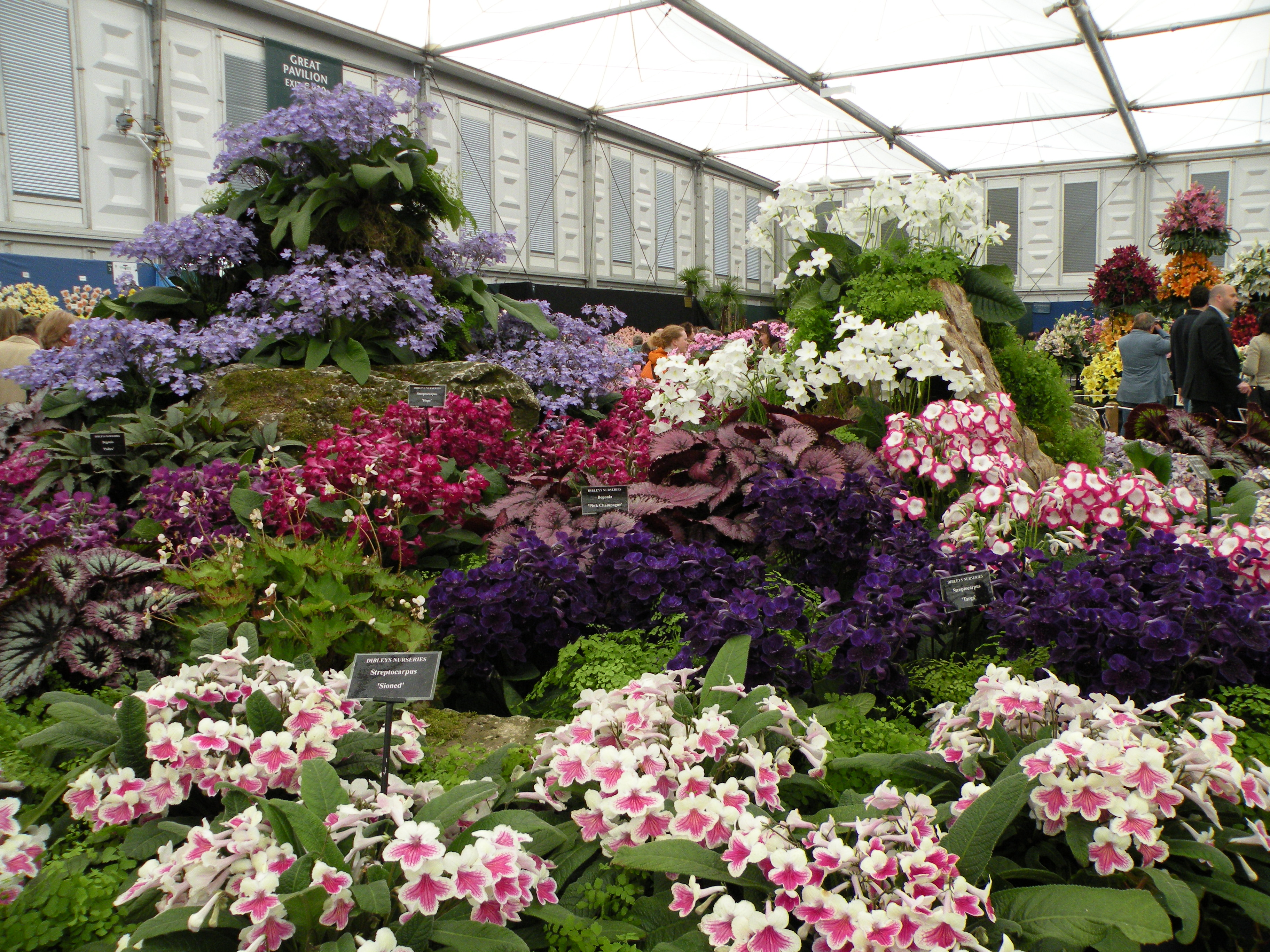
من معرض سنة 2011 م.

معرض تشلسي للزهور هو معرض للزهور يقام سنويا في أيار/مايو في حي تشلسي في لندن.
يعود تاريخ المعرض إلى سنة 1862 م.